# 第二次西貢條約
《法越和平同盟條約》，又稱《甲戌和約》（越南语：／）或《第二次西貢條約》（法語：Traité de Saïgon (1874)），是1874年越南阮朝和法蘭西第三共和國簽訂的不平等條約。
1873年，法國人讓·迪皮伊在中越邊境從事走私，與越南發生衝突。安鄴大尉奉南圻統督馬里·儒勒·杜白蕾（越南稱作「游悲黎」）之命，率領法軍前往北圻處理此事。安鄴未經許可便攻破了河內，逮捕了阮知方，史稱北圻變故。不久後法軍在北圻遭到越南軍隊和黑旗軍的襲擊，安鄴陣亡。
杜白蕾得知後，派遣南圻民政視察專員保罗-路易-费利克斯·菲拉斯特（越南史料稱之為「霍道生」）前往北圻交涉。越南官員阮文祥負責同法國談判，並將安鄴之死的責任推在黑旗軍身上。
為了讓法國歸還河內，越南政府派遣黎峻、阮文祥前往西貢談判，並於1874年3月15日與杜白蕾少將簽訂和約。

## 內容
條約共二十二款，其中包括：
- 法國承認越南的獨立主權，不必向任何國家臣服；但越南提出征討匪幫的要求時，法國應給與無條件援助。
- 法國總統贈送給越南皇帝軍艦5艘、大炮100尊（每尊配備200發炮彈）、槍1000枝（包含子彈5000發）。
- 法國派遣教官協助越南訓練海、陸軍隊，派遣工程師教做諸事，派遣財政專家幫助越南徵收稅收、關稅。
- 越南割讓南圻六省給法國。
- 越南同意外國傳教士自由傳教，准許越南人自由信教。
- 越南開放（歸仁）、寧海港（海防）、河內及紅河流域為通商口岸。
- 法國在通商口岸有權設立領事。
- 任何外國人，只要有法國領事和越南官員的批准，即可在越南全境自由通行。
- 外國人在越南發生訴訟，應由法國領事斷其曲直。